# 瓦卢伊基区
瓦卢伊基区（俄语：Валуйский район）是俄罗斯联邦别尔哥罗德州下辖的一个区，其行政中心为瓦卢伊基。据2016年统计，该区的人口为66655人。1901年，苏军大将尼古拉·费多罗维奇·瓦图京生于此地。